# Darío Rosario
Darío Rosario Adames (Bonao, República Dominicana, 15 de marzo de 1959) es un periodista, escritor y empresario de medios de comunicación. Es fundador del periódico Acento (2011) y del canal de televisión AcentoTV en 2016.
Adames es autor de cuatro libros, entre ellos, Abriendo los caminos para la comunicación del pueblo (1986) y Las bocinas: una forma viable de comunicación (1988).
Ha sido galardonado con el Premio a la Excelencia Periodística Rafael Herrera en 2002, el Premio Caonabo de Oro de la Asociación de Periodistas y Escritores en 2017, y el Premio por reportajes de la Fundación Corripio en 2019.
En enero de 2021 fue designado miembro del Consejo Directivo del Instituto Dominicano de las Telecomunicaciones (INDOTEL) por el primer mandatario Luis Abinader.

## Primeros años y educación
Darío Rosario nació el 15 de marzo del año 1959 en el municipio Bonao, provincia de Monseñor Nouel. Es hijo de Ramón Rosario Contreras (fallecido) y de María Petronila Adames Frías.
A partir de 1979,  comenzó sus estudios universitarios en la Universidad Autónoma de Santo Domingo (UASD), donde obtuvo la licenciatura en Comunicación Social en 1985. Posteriormente, inició la carrera de Sociología en la misma universidad, aunque abandonó los estudios para dedicarle más tiempo al periodismo. En 1983, se trasladó a Ecuador para realizar un curso especializado en periodismo radiofónico en el Centro Internacional de Estudios Periodísticos para América Latina (CIESPAL).
A lo largo de su carrera, ha trabajado en diversos medios de comunicación. Fue parte del equipo de las revistas Rumbo y Gaceta Judicial, y desempeñó funciones como periodista investigador en los periódicos El Siglo y Hoy. Entre 1997 y 2016, fue comentarista y entrevistador en el telediario Uno + Uno y en la revista dominical Jornada Extra. También fue consultor en comunicación para la Organización Panamericana de la Salud (OPS) y la UNESCO.
Rosario Adames ha sido docente en varias instituciones, incluyendo la Facultad Latinoamericana de Ciencias Sociales (FLACSO) en la República Dominicana, y ha impartido clases de Comunicación Social en el Instituto Pedro Francisco Bonó y la Universidad O&M. Además, realizó trabajos de consultoría en comunicación para la UNESCO.
En 2004, fundó el diario electrónico Clave Digital, del cual fue director general hasta su cierre en 2010. También fundó el semanario Clave en 2006, y fue su director hasta su cierre en el mismo año. Actualmente, es presidente de Editora Acento, SRL, que es responsable del periódico Acento y del canal AcentoTV.
Ha sido reconocido por su trabajo periodístico en múltiples ocasiones. En 2002, recibió el Premio a la Excelencia Periodista Rafael Herrera, otorgado por la Universidad Católica Santo Domingo y la Fundación Arturo Pellerano Alfau. En 2017, fue galardonado con el Premio Caonabo de Oro por la Asociación Dominicana de Periodistas y Escritores. En 2019, recibió el Premio en Reportajes en Prensa Escrita de la Fundación Corripio.
Además de su carrera periodística, ha sido un activo miembro en diversas organizaciones internacionales, como vicepresidente del Consejo Regional de la Federación Internacional de Planificación de la Familia (IPPF) en la región del Hemisferio Occidental.

## Libros
- 1986: Abriendo los caminos para la comunicación del pueblo.[25]
- 1988: Las bocinas: una forma viable de comunicación.[26]
- 1993: Santo Domingo, encrucijada de la Iglesia (coautor con el periodista español Saturnino Rodríguez).[27]
- 1998: Droga y política en República Dominicana: el reinado de Vincho Castillo (con múltiples ediciones hasta el año 2014).[28]